# Anna Błachucka

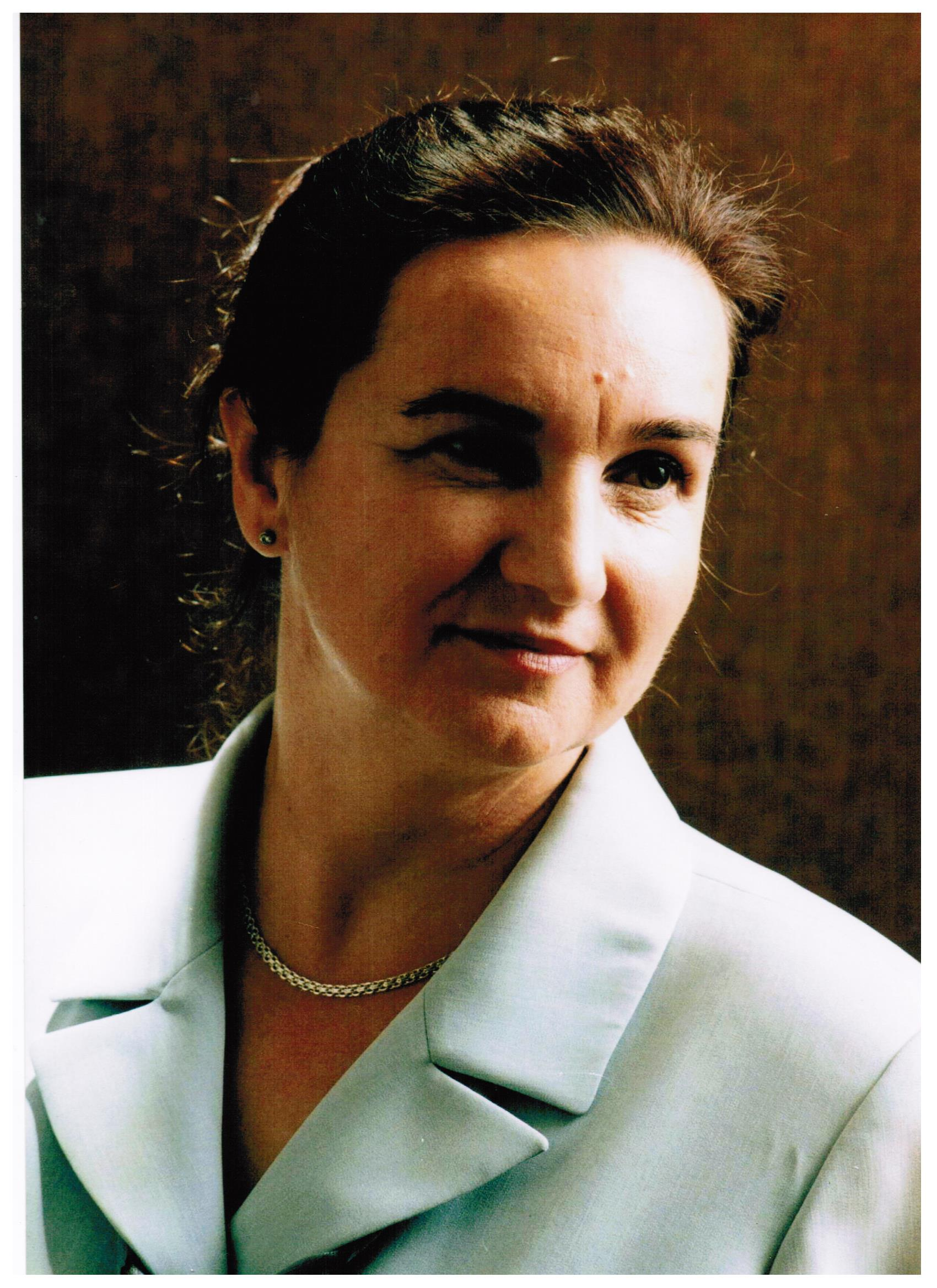
Anna Błachucka

Anna Błachucka (ur. 2 maja 1950 w Kozłowie w woj. świętokrzyskim) – polska autorka fraszek, limeryków, sonetów, opowiadań i powieści. Animatorka kultury. Członek Związku Literatów Polskich. Prowadzi w Kielcach młodzieżową grupę literacką „Słowniacy Świętokrzyscy”.  Ukończyła matematykę na WSP w Kielcach. Mieszka w Małogoszczu.

## Publikacje

### Poezja
- Obcierki; Łowiec Świętokrzyski, 1999 - ISSN 1505-7003
- Nie odwracaj głowy; Kielce: U poety, 2001 - ISBN 83-89027-01-1
- Srebrny czas; Kielce: U poety,  2002 - ISBN 83-89027-03-8
- Moc limeryków; Kielce: Świętokrzyskie Towarzystwo Regionalne, 2005 - ISBN 83-89528-40-1
- Styczna do krzywej myśli; Kielce: Świętokrzyskie Towarzystwo Regionalne, 2006 - ISBN 83-89528-35-5
- …adres zamieszania; [il. Jadwiga Marlewska] Szczecin: My Book, 2007 - ISBN 978-83-89770-99-8
- Niepodzielna jak łza; [wstęp Liliana Abraham-Zubińska] Kielce: Oficyna Wydawnicza „STON 2”, 2009 - ISBN 978-83-7273-307-8
- Piać do podświadomości; [wstęp i korekta Zofia Korzeńska]; [il. Jerzy Świątkowski] – Kielce: Katolickie Stowarzyszenie „Civitas Christiana”, 2012 - ISBN 978-83-936032-0-6
- Listy do wyobraźni; [il. Tomasz Olbiński]. – Kielce: Oficyna Wydawnicza „STON 2”, 2013 - ISBN 978-83-7373-817-2
- Świętokrzyskie korzeniaki; [il.Zbigniew Kubicki] – Kielce: Katolickie Stowarzyszenie "Civitas Christiana", 2017 - ISBN 978-83-944521-4-8

### Proza
- Kaprys i inne opowiadania; Kielce: U poety, 2010 - ISBN 978-83-89027-69-6
- Widok z kalenicy. Pogwarki z Jarkowy Góry; Kielce: Panzet, 2011 - ISBN 978-83-61240-85-3
- Co ja mam z tymi rodzicami; Brzezia Łąka: Poligraf, 2014 - ISBN 978-83-7856-253-5
- Ostatni chłop; Warszawa: Ludowa Spółdzielnia Wydawnicza, 2015 - ISBN 978-83-205-5602-5
- Świstun  i inne opowiadania; Kielce, Oficyna Wydawnicza „STON 2”, 2017 - ISBN 978-83-7273-901-8
- Opłotki - obrazki z dzieciństwa; Warszawa, Wydawnictwo Naukowe Scholar,  2018 -  ISBN 978-83-7383-954-0

### Albumy
Małogoszcz 1996-2016; Małogoszcz: Miejsko-Gminna Biblioteka Publiczna w Małogoszczu, 2016. - ISBN 978-83-943700-0-8

## Odznaczenia
1. Medal Komisji Edukacji Narodowej,  98413/2005 
2. Srebrny Krzyż Zasługi,  191/2012/79
3. Brązowy Medal „Zasłużony Kulturze Gloria Artis”, 2017

## Nagrody
1. Nagroda II stopnia w Dziedzinie Kultury Marszałka Województwa Świętokrzyskiego – 2007
2. Nagroda II stopnia w Dziedzinie Kultury Prezydenta Miasta Kielce – 2011 
3. „Złoty Gryf Jędrzejowski” – statuetka nadawana przez starostwo miasta Jędrzejów w dziedzinie Kultura i Edukacja – 2016
4. „Osobowość Dwudziestolecia Miasta Małogoszcz” – statuetka nadana przez Urząd Miasta i Gminy w Małogoszczu – 2016
5. Grawer  Marszałka Województwa Świętokrzyskiego – Adama Jarubasa w dowód uznania za bogaty dorobek twórczy i aktywność kulturalną – 2018